# 1838
Évszázadok: 18. század – 19. század – 20. század
Évszázadok: 18. század – 19. század – 20. század
Évtizedek: 1780-as évek – 1790-es évek – 1800-as évek – 1810-es évek – 1820-as évek – 1830-as évek – 1840-es évek – 1850-es évek – 1860-as évek – 1870-es évek – 1880-as évek
Évek: 1833 – 1834 – 1835 – 1836 –  1837 – 1838 – 1839 – 1840 – 1841 – 1842 – 1843

## Események
- Március 13. – március 18. – Árvíz Pesten[1]
- Július 30. – Észak-Peru kinyilvánítja kiválását a Peru-Bolíviai Konföderációból

## Az év témái

### 1838 a tudományban
- január 6. – Samuel Morse nyilvánosan bemutatja találmányát, a távírót

### A művészetben

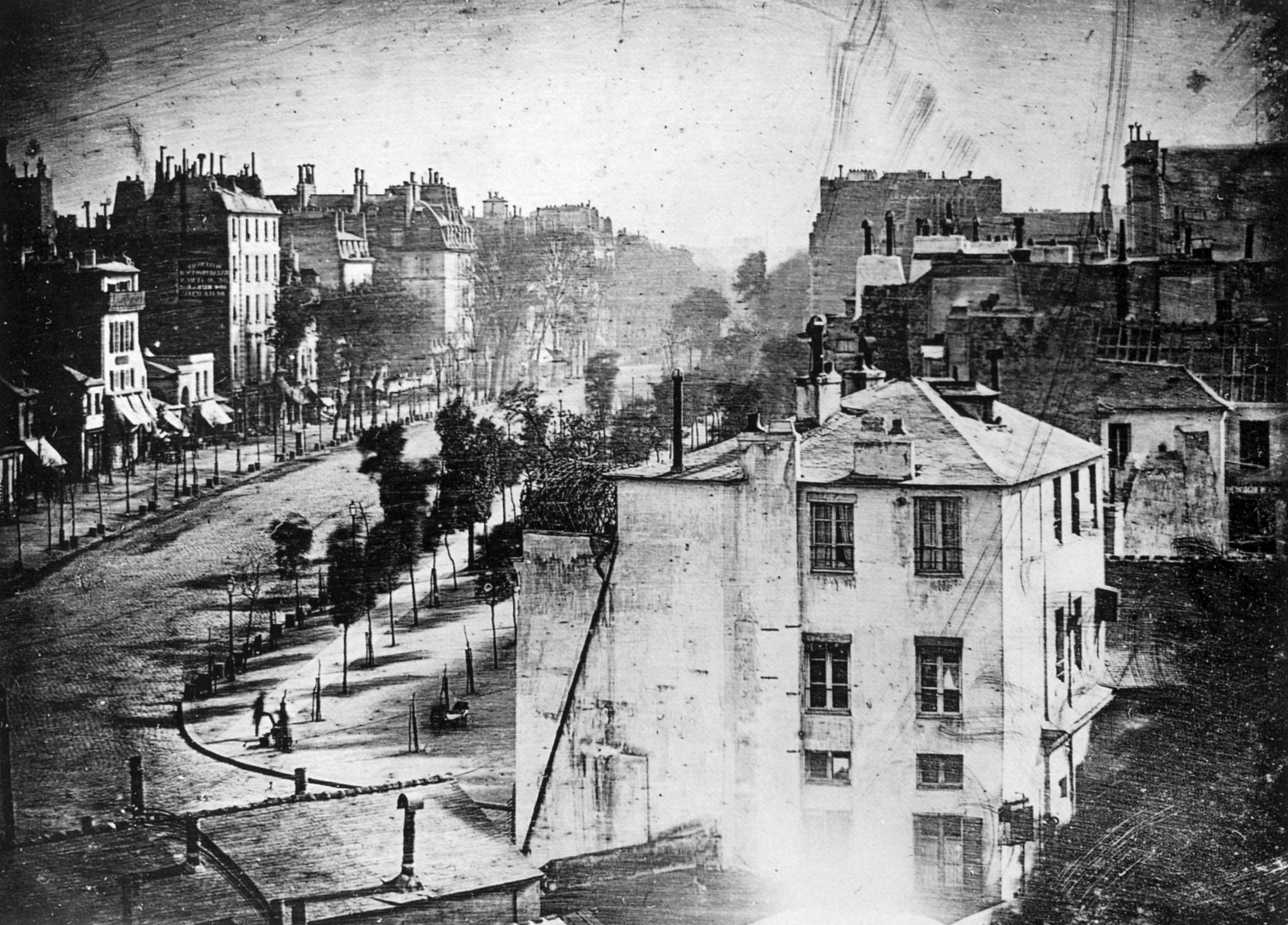
Louis Daguerre: Boulevard du Temple (dagerrotípia, 1838); Az első embert ábrázoló fotográfia

- Louis Daguerre elkészítette az első emberalakot ábrázoló fotográfiát: Boulevard du Temple

## Születések
- február 6. – Fászl István bencés szerzetes-tanár, ornitológus († 1900)
- április 8. – Benka Gyula tanár, pedagógiai író, újságíró († 1923)
- április 16. – Wagner Sándor festő († 1919)
- július 8. – Ferdinand von Zeppelin német katona és léghajóépítő († 1917)
- július 19. – Joel Asaph Allen amerikai zoológus, ornitológus († 1921)
- július 30. – Jan Matejko lengyel festő († 1893)
- október 25. – Georges Bizet francia zeneszerző († 1875)
- november 14. – August Šenoa horvát író († 1881)
- december 2. – Beniczky Emil költő († 1864)

## Halálozások
- április 14. – Karacs Ferenc, térképkészítő rézmetsző (* 1770)
- május 10. – Heinrich Marx, poroszországi ügyvéd, 1831-től igazságügyi tanácsos, Karl Marx édesapja (* 1777)
- május 13. – Frédéric Cuvier, francia zoológus és paleontológus, Georges Cuvier öccse (* 1773)
- május 17. – Charles-Maurice de Talleyrand-Périgord, francia államférfi (* 1754)
- augusztus 17. – Lorenzo Da Ponte, olasz librettista (* 1749)
- augusztus 24. – Kölcsey Ferenc, magyar költő (* 1790)
- augusztus 27. – Nyiry István, természettudós, matematikus, az MTA tagja (* 1776)
- november 16. – Boskovich János, magyar kanonok (* ismeretlen)